# Diabolotherium
Diabolotherium ist ein ausgestorbener Vertreter der Faultiere und wird in die Familie der Megalonychidae gestellt, der auch die heute noch lebenden Zweifinger-Faultiere angehören. Er war relativ klein und erreichte die Größe der Formen, die einst die karibischen Inseln bewohnten. Nachgewiesen ist Diabolotherium mit mehreren Fossilresten bestehend aus Teilen des Schädels und des Körperskelettes, die weitgehend im westlichen Teil Südamerikas gefunden wurden. Dabei stammt ein Großteil der Funde aus dem Gebiet der Anden und der Küstentiefländer am Pazifik, einige wenige Reste sind zudem aus Patagonien bekannt. Alle bisherigen Fossilreste datieren in das ausgehende Oberpleistozän und sind zwischen 29.000 und 10.000 Jahre alt, möglicherweise starb die Gattung aber erst im frühen Holozän aus. Bemerkenswert ist die Mischung von anatomischen Merkmalen, die sowohl bei den Megalonychidae als auch bei den riesenhaften Megatheriidae, zudem aber auch bei den heute noch lebenden, baumbewohnenden Faultieren zu finden sind. Aufgrund des Baus der vorderen Gliedmaßen kann auf eine kletternde Lebensweise geschlossen werden. Das weitgehende Fehlen von Bäumen in den Hochgebirgsregionen der Anden und die Lage einiger Funde in schwer zugänglichen Höhlen lässt hierbei an Klettern in schwierigem Felsgelände denken. Diabolotherium erweitert somit das bestehende Wissen um die Lebensweise der Faultiere, die neben den rezenten baumkletternden vor allem ausgestorbene bodenbewohnende, im Untergrund grabende und semiaquatisch schwimmende Formen einschließen.

## Merkmale
Diabolotherium stellt einen relativ kleinen Vertreter der Faultiere mit schlankem Körperbau und lang gestreckten Gliedmaßen dar. Er ist über einzelne Funde und ein Teilskelett bekannt. Ein vollständiger Schädel liegt vor, wurde bisher aber noch nicht beschrieben. An einem fragmentierten Hinterschädel eines allerdings noch nicht vollständig erwachsenen Tieres verlief die Profillinie der Scheitelbeine leicht aufgewölbt. Höchstwahrscheinlich war bei adulten Individuen ein Scheitelkamm ausgebildet. Das Hinterhauptsbein besaß in der Ansicht von hinten eine rechteckige Form, es war dabei niedrig und relativ breit. Die Gelenkansätze für die Halswirbelsäule zeigten leicht nach unten und waren nicht sehr prominent, ein Merkmal, das bei mehreren Vertretern der Megalonychidae der karibischen Inseln auch auftritt. Der hintere Abschnitt des Jochbogens setzte direkt vor dem Gehörgang am Schläfenbein an. Er war extrem kurz, stand in einem Winkel von 25° zur Schädelmittelachse ab und verlief leicht abwärts. Der vordere Bogenteil begann am Oberkiefer oberhalb des zweiten und dritten Zahns. Der Unterkiefer ist nur fragmentarisch bekannt, die beiden bisher vollständigsten Exemplare weichen in ihrer Größe um 10 % ab. Die für zahlreiche Faultiere typische vordere, spatelartige Verlängerung der Symphyse ist nur in ihrem hinteren Teil erhalten, die vollständige Länge ist unbekannt. An der Basis des Fortsatzes befand sich ein äußeres Foramen mentale, ein inneres lag 14 mm vor dem ersten Zahn. Der Unterkieferkörper erreichte seine größte Höhe unterhalb des ersten Zahns und maß dort 3,4 cm. Er wurde nach hinten zu kontinuierlich niedriger, womit die für die Megatheriidae und Nothrotheriidae charakteristische Ausstülpung des unteren Unterkieferrandes fehlte. Der Gelenkfortsatz ragte weit auf, sodass das Unterkiefergelenk wenigstens 4,5 cm hoch über dem hinteren Winkelfortsatz (Processus angularis) lag.
Der überwiegende Teil der bisher gefundenen Kieferfunde ist zahnlos, anhand des Baus und der Anordnung der Alveolen lässt sich aber die Struktur des Gebisses ablesen. Das Gebiss besaß den typischen Aufbau der Faultiere mit fünf Zähnen je Kieferhälfte im Ober- und vier im Unterkiefer, insgesamt waren somit 18 Zähne ausgebildet. Alle Zähne standen geschlossen in einer Reihe und besaßen eine molarenartige Gestalt. Dies erinnert an die Megatheriidae, weicht aber von den Megalonychiden ab, deren jeweils vorderster Zahn eckzahnartig umgestaltet und durch ein Diastema von der hinteren Bezahnung abgetrennt ist. Auch die Form der Zähne zeigte Ähnlichkeiten zu den großen Megatherien. Sie besaßen im Oberkiefer eine rechteckige, im Unterkiefer eine eher quadratische Gestalt, der jeweils vorderste wies aber einen leicht triangulären Umriss auf. Die Kauoberfläche einiger weniger aufgefundener Zähne wies zwei typische, querstehende Leisten auf. Die Länge der unteren Zahnreihe betrug 4,4 cm.
Das Körperskelett ist nur unvollständig bekannt. Der Atlas (erster Halswirbel) war vorn und hinten verschmälert, die drei Gelenkflächen, die ihn mit dem nachfolgenden Axis (zweiter Halswirbel) verbanden, standen in Kontakt zueinander. Die insgesamt zehn bisher überlieferten Schwanzwirbel weisen im Vergleich zu den Megatherien verlängerte, aber schmalere Querfortsätze auf. Die Gliedmaßenknochen  wurden im Vergleich zu denen der anderen Bodenfaultieren sehr lang und schlank und ähnelten dadurch den heutigen Baumfaultieren. Der Oberarmknochen erreichte bis zu 24 cm Länge. Der Schaft wurde von einer Knochenleiste (Crista deltoidea) umgriffen, die als Muskelansatzstelle diente und besonders im mittleren Teil kräftig ausgebildet war. Wie bei allen Faultieren wies das untere Gelenkende einen wuchtigen Bau auf. Die Elle wies fast die gleiche Länge wie der Humerus auf. Der obere Gelenkfortsatz, das Olecranon, war verhältnismäßig länger als bei den heutigen Baum- und auch den meisten ausgestorbenen Bodenfaultieren. Die Speiche besaß eine Länge von 18 cm, war kurz und massiv und hatte ein kreisförmig gestaltetes Köpfchen, das direkt vor der Elle ansetzte. Die Hand umfasste wenigstens vier Strahlen (II bis V), möglicherweise war der innere Strahl (I) mit einigen Teilen der Handwurzel zu einem Knochenkomplex verwachsen, dem für einige große Bodenfaultiere typischen Metacarpal Carpal Complex (MCC). Von den vier ausgebildeten Strahlen waren aber nur drei (II bis IV) funktional. Bemerkenswert ist, dass diese nahezu gleich große Mittelhandknochen aufwiesen, deren Länge 3,9 bis 4,1 cm betrug, was ungewöhnlich ist für ausgestorbene Faultiere. Bei den Megatherien und den Nothrotherien nahm die Länge der Metacarpalia vom zweiten zum vierten Strahl deutlich zu. Die Endphalangen hatten einen dreieckigen Umriss im Längsschnitt und zeigen damit, dass sie Krallen trugen. Die Länge der letzten Phalanx des Mittelstrahls betrug 6 cm, sie war schmal gebaut sowie leicht nach unten gebogen, was eine entsprechend geformte Kralle annehmen lässt. Im Vergleich zu den heutigen Baumfaultieren scheint sie aber vergleichsweise kürzer gewesen zu sein. Vom hinteren Bewegungsapparat sind bis auf das schlank gebaute Darmbein, das Sprungbein und das Fersenbein sowie einzelne Teile des Mittelfußes bisher kaum Knochenelemente überliefert.

## Fossilfunde

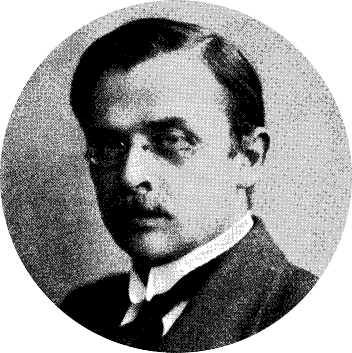
Erland Nordenskiöld fand die ersten Fossilreste von Diabolotherium.

Der überwiegende Teil der Fossilfunde von Diabolotherium stammt aus dem westlichen Südamerika, vor allem aus Peru und Chile. Dort wurden sie sowohl in den Hochlagen der Anden als auch in den westlich angrenzenden Küstenniederungen zu Tage gefördert. Die ersten Funde entdeckte der schwedische Forscher Erland Nordenskiöld bereits am Anfang des 20. Jahrhunderts. Er besuchte zu dieser Zeit peruanische und bolivianische Fundstellen und sammelte fossile Säugetierreste. Darunter befanden sich auch ein Oberarmknochen und ein zahnloses Oberkieferfragment eines kleinen Faultiers aus der Höhle Casa del Diablo, die nahe der Stadt Tirapata am Titicacasee in rund 3800 m Höhe liegt. Nordenskiöld glaubte, dass die Funde einer neuen Gattung der Faultiere zugewiesen werden können. Er selbst fertigte keine eigene Beschreibung an, veröffentlichte aber den Oberarmknochen im Jahr 1908. Später, im Jahr 1926, kreierte der argentinische Forscher Lucas Kraglievich dann auf den Knochenfunden basierend die Art Nothropus nordenskioldi. Weitere bedeutende Funde in den Hochlagen der Anden konnten erst wieder zu Beginn des 21. Jahrhunderts geborgen werden. Hervorzuheben ist dabei ein nahezu vollständiger, aber weitgehend zahnloser Schädel sowie eine fast vollständige Hand aus dem Höhlenkomplex Jatun Uchco in der Nähe der Stadt Ambo in der peruanischen Region Huánuco. Der Höhlenkomplex liegt in rund 2150 m Höhe. Im Abri Trigo Jirka, der in der gleichen Region in einer Felswand 300 m über dem Río Marañón in 2700 m Höhe liegt, fand sich eine Endphalanx, der noch die aus Keratin bestehende Kralle aufsaß. Stärker fragmentierte Knochenreste sind dagegen aus der Cueva Roselló 26 km südwestlich von Huancayo überliefert. Mit einer Lage in 3875 m Höhe stellt die Höhle die bisher höchste Fundstelle dar. Bereits im Jahr 1975 hatte ein französisches Wissenschaftlerteam um Rudolf Hoffstetter an der Fundstelle Piedra Escrita in der Wüste Cupisnique an der peruanischen Westküste 80 km südlich von Trujillo zahlreiche Fossilreste eines kleinen Faultiers gefunden, die ein Teilskelett eines einzigen Individuums repräsentieren. Die Knochen lagen an der Oberfläche und waren teilweise verwittert. Aus Chile sind Funde aus den unteren Lagen der 4 m breiten Höhle Baño Nuevo bekannt, dazu gehören ein linker, bezahnter Unterkiefer und ein Fingerglied. Die Höhle liegt rund 80 km nordöstlich der Stadt Coyhaique. Auch ein isolierter Zahn aus der Senke Pampa del Tamarugal wird zu Diabolotherium gestellt. Weitere Fossilfunde wurden aus Patagonien berichtet und umfassen Kieferfragmente mit anhaftenden Zähnen.
Alle bisher bekannten Funde von Diabolotherium werden in das ausgehende Oberpleistozän gestellt. Für die Fossilreste aus der Cupisnique-Wüste stehen mit Hilfe der Uran-Thorium-Datierung gewonnene Altersdaten zur Verfügung, die zwischen 25.000 und 15.000 Jahren vor heute liegen, abweichend geben Radiocarbondaten einen Alterswert von 8910 Jahren BP an. Die unteren Schichten von Baño Nuevo werden auf ein Alter von etwa 13.000 bis 9000 Jahren eingestuft. Die noch mit einer Kralle versehene Phalanx von Trigo Jirka ergab einen Radiocarbonwert von 29.140 Jahren BP. Die jüngsten Funde sind bisher aus Patagonien bekannt und gehören möglicherweise schon dem Unteren Holozän an.

## Paläobiologie

### Fortbewegung
Auffällig bei Diabolotherium sind die langen und schlanken Gliedmaßenknochen, die bei anderen ausgestorbenen Faultieren so nur selten auftreten und meist kürzer und robuster erscheinen. Sie ähneln dafür aber denen der heutigen Baumfaultiere. Für alle Faultiere ist der deutlich kugelige Kopf des Oberarmknochens (Humerus) charakteristisch, der eine recht flexible Armbewegung in Verbindung mit dem Schulterblatt ermöglichte. Die etwas schwächer ausgebildete deltopectorale Leiste (Crista deltoidea) am Schaft des Humerus lässt auf eine weniger gut entwickelte Brust- und Schultermuskulatur im Vergleich zu den zum Graben befähigten Faultieren schließen. Vor allem die Gestaltung des oberen Gelenkfortsatzes der Elle, das Olecranon, ist ausschlaggebend für die hauptsächliche Aktivität der Nebengelenktiere und anderer Säugetiere. Das Olecranon ist bei grabenden Nebengelenktieren extrem lang, etwa bei den Gürteltieren oder einigen großen Bodenfaultieren. Dadurch können die Tiere die notwendige Kraft zum Graben aufbringen, da der hier ansetzende Trizeps aufgrund der größeren Länge des Fortsatzes die Hebelwirkung verstärkt. Rein terrestrisch lebende Formen besitzen einen wesentlich kürzeren Fortsatz, der kürzeste kommt aber bei den heutigen, mit dem Rücken nach unten im Geäst hängenden Faultieren vor. Diabolotherium verfügt über ein längeres Olecranon als die rezenten Faultiere, es ist aber markant kürzer als bei grabenden Vertretern. Seine Länge entspricht in etwa dem des ausgestorbenen Hapalops, dem eine teils baumkletternde Fortbewegung zugeschrieben wird, wobei die Kletterweise eher der der heutigen Tamanduas entsprach. Dass Diabolotherium zum Klettern befähigt war, wird zudem durch die obere Gelenkkapsel der Elle unterstützt, die einen offenen Kreis von etwa 105° umschreibt und damit außerordentlich weit ist. Sie bildet gemeinsam mit dem hier einrastenden unteren Gelenk des Humerus das Ellenbogengelenk, durch die weite Öffnung der Gelenkkapsel der Elle hatte der Unterarm deutlich mehr Bewegungsfreiheit. In Verbindung mit der vor die Elle geschobenen Lage der Speiche und dessen kreisförmigem, oberen Köpfchen kann davon ausgegangen werden, dass der Unterarm sehr gut ein- und auswärts gedreht werden konnte und insgesamt sehr beweglich war. Somit bestand eine hoch flexible Ober-Unterarm-Verbindung. Mehrere Knochenleisten am Schaft der Speiche zeigen darüber hinaus eine kräftig entwickelte Unterarmmuskulatur an, die wiederum zu einer stärker rotierbaren Hand führten, was auch durch die teils kurze Gestaltung einiger Handwurzelknochen bestätigt wird. Die drei gleichlangen Strahlen der Hand wiederum verweisen auf eine erhöhte Greiffähigkeit, die bei den großen Bodenfaultieren stark eingeschränkt war. Letztendlich spricht auch das schlanke Becken – dass weniger sperrig und seitlich ausladend konstruiert ist als bei den großen Bodenfaultieren und mehr dem der heutigen Baumfaultiere gleicht – für eine gute Kletterbefähigung von Diabolotherium. Die Gattung zählt damit zu den wenigen fossil bekannten Formen unter den Faultieren, die einer derartigen Fortbewegungsweise nachgingen.
Die skelettanatomisch belegbare, kletternde Fortbewegung von Diabolotherium wurde ursprünglich mit einer arboricolen Lebensweise in Verbindung gebracht, analog den heutigen Faultieren oder Formen, die aus dem Unteren Miozän der Santa-Cruz-Formation bekannt sind. Für die Cupisnique-Wüste, woher das erste Teilskelett stammt, konnte für das Pleistozän die Existenz von Oasen nachgewiesen werden, was die Möglichkeit von Klettern in Bäumen unterstützen könnte. Da aber ein Großteil der neueren Funde in den Hochlagen der Anden entdeckt wurde, die zum Teil in schwer zugänglichen Höhlen und Felsdächern lagen, wird heute davon ausgegangen, dass Diabolotherium deutlich mehr an ein Klettern in felsigem und unwegsamen Gelände angepasst war. Die teils weit ausgedehnten Gelenkflächen ermöglichten einerseits die hohe Flexibilität der Armknochen, andererseits schränkten sie die Stabilität der Gelenkverbindungen ein. Dadurch ist es wahrscheinlich, dass Diabolotherium zu einer eher langsamen Fortbewegung neigte.

### Ernährung
Die weitgehend hochkronigen Zähne mit ihren zwei quergestellten, scharfkantigen Leisten auf den Kauoberflächen ähneln prinzipiell denen der Megatherien. Dadurch ist anzunehmen, dass Diabolotherium eine ähnliche Ernährungsweise pflegte. Die Nahrung bestand deshalb wohl aus verschiedenen und teilweise auch festen Pflanzenteilen, die selektiv gesucht wurden. Die frei beweglichen Vordergliedmaßen, der kräftige Griff der Hände und die gebogenen Krallen hatten eventuell auch eine unterstützende Funktion bei der Nahrungsbeschaffung, wie es bei den heutigen Baumfaultieren zu beobachten ist.

## Systematik
Diabolotherium ist eine ausgestorbene Gattung aus der Unterordnung der Faultiere (Folivora). Die Faultiere stellen zusammen mit den Ameisenbären (Vermilingua) und den etwas entfernter verwandten Gürteltieren (Dasypoda) die Überordnung der Nebengelenktiere (Xenarthra), die zu den vier großen Hauptlinien der Höheren Säugetiere gehören. Innerhalb der Faultiere werden in einer klassischen Sichtweise, unterstützt durch skelettanatomische Merkmale, zwei große Linien unterschieden. Eine davon ist die der Megatherioidea, die sich aus den Megatheriidae, den Megalonychidae und den Nothrotheriidae zusammensetzt. Ihr gegenüber stehen die Mylodontoidea mit den Familien der Mylodontidae, der Orophodontidae und der Scelidotheriidae (die beiden letztgenannten werden teilweise auch nur als Unterfamilien innerhalb der Mylodontidae geführt). Nach molekulargenetischen und proteingestützten Untersuchungen kann mit den Megalocnoidea, welche die karibischen Faultiere einschließen, noch eine dritte Linie hinzugefügt werden. Diesen Analysen zufolge verteilen sich die beiden heute bestehenden (rezenten) Gattungen auf die ersten beiden genannten Linien, namentlich die Zweifinger-Faultiere (Choloepus) auf die Mylodontoidea und die Dreifinger-Faultiere (Bradypus) auf die Megatherioidea.
In der Erstbeschreibung von Diabolotherium wurde dieses der Familie der Megalonychidae zugewiesen, die kleine bis mittelgroße Vertreter enthält. Die Mitglieder der Megalonychidae waren im Vergleich zu den anderen großen Faultierfamilien nie besonders zahlreich in Südamerika vertreten, stattdessen kamen sie recht häufig in Mittelamerika vor und erreichten auch Nordamerika. In ihrer traditionellen Gliederung schlossen sie ursprünglich auch die karibischen Formen sowie die Zweifinger-Faultiere ein. Besondere Kennzeichen finden sich im Zahnbau. So ist der jeweils vorderste Zahn eckzahnartig (caniniform) umgestaltet und durch ein Diastema von den hinteren molarenartigen Zähnen getrennt. Dieser Gebissaufbau gilt innerhalb der Faultiere als eher ursprünglich und weicht vom modifizierten Gebiss der nahe verwandten Megatheriidae ab, bei denen alle Zähne molarenartig gestaltet sind, oder der Nothrotheriidae, die ihren jeweils ersten Zahn reduziert haben. Eine weitere Besonderheit findet sich in der Gestaltung des Fußes, der bei den Megalonychidae dem der typischen Sohlengänger entspricht (plantigrad). Bei den Megatherien und Nothrotherien ist er dagegen nach außen gedreht (pedolateral), sodass die Vertreter dieser Gruppen mit den Außenkanten der Füße auftraten.
Vor allem im Skelettbau besaß Diabolotherium Übereinstimmungen mit den Megalonychiden. Hierzu gehört unter anderem die Gestaltung des Gehörgangs und des Jochbogens, der typischerweise direkt seitlich am Ohr ansetzte. Weitere charakteristische Übereinstimmungen finden sich im Sprung- und Fersenbein und der Ausbildung des Sprunggelenks zwischen Sprung- und Wadenbein. Andere Merkmale, etwa die hochmobile Verbindung zwischen Ober- und Unterarm wie auch die allgemein schlanken Gliedmaßenknochen, sind als Anpassungen an die kletternde Lebensweise aufzufassen, vor allem letztere unterscheiden sich deutlich von der massiven Gestaltung bei den großen Bodenfaultieren. Allerdings zeigten stammesgeschichtliche Untersuchungen, dass die Gattung innerhalb der Megalonychidae eine Sonderstellung einnimmt. Dies ist vor allem auf das Gebiss zurückzuführen, welches nur aus molarenartigen, quadratisch bis rechteckig gestalteten Zähnen ohne caniniformem vorderen Zahn besteht und so Abweichungen zu den bekannten Megalonychidae besitzt. Hier erinnert Diabolotherium an die Megatherien. Aufgrund dieser Mischung an Merkmalen, die sowohl auf die Megalonychidae als auch auf die Megatheriidae verweisen, wurde Diabolotherium daher in Untersuchungen des Jahres 2011 als Vertreter der Megatherioidea mit nicht genau bekannter Verwandtschaftsgruppe klassifiziert. Eine derartige Stellung besitzen mehrere Gattungen ohne nähere Beziehungen zueinander, etwa Hiskatherium, das in das Miozän gehört und anhand eines Unterkiefers aus Quebrada Honda in Bolivien beschrieben wurde. Dieses verfügt über eine ähnliche Gebissgestaltung wie Diabolotherium mit nur molarenartigen Zähnen, allerdings weichen der Bau der Zähne und des Kieferknochens bei beiden Gattungen beträchtlich voneinander ab. Andere derartig eingestufte Gattungen wie Hapalops oder Huilabradys besitzen dagegen die ursprüngliche Gebissform der Faultiere. Die Stellung dieser Formen in der übergeordneten Gruppe der Megatherioidea ist darauf zurückzuführen, dass noch zahlreiche Kenntnislücken über die Entwicklung der großen Faultierlinien bestehen. Eine phylogenetische Studie aus dem Jahr 2019 sieht Diabolotherium dagegen in die Megatheriidae eingeschlossen. Die Autoren betrachten die megalonychiden Merkmale der Gattung als eher ursprünglich, da sie bei zahlreichen Faultieren auftreten können. Aus der Endphalanx mit aufsitzender Kralle, die in Trigo Jirka in Peru entdeckt wurde, konnte fossile DNA gewonnen werden. Ersten Ergebnissen zufolge ist diese ähnlich derjenigen, die von ausgestorbenen Faultieren der karibischen Inseln bekannt ist, womit Diabolotherium tatsächlich den Megalonychidae nahesteht, allerdings liegen noch keine endgültigen Ergebnisse vor.
Die wissenschaftliche Erstbeschreibung von Diabolotherium erfolgte im Jahr 2007 durch François Pujos und Forscherkollegen. Sie wurde an den Funden der Casa del Diablo und der Cupisnique durchgeführt. Der Holotyp (Exemplarnummer NRM-PZ M4286) umfasst einen rechten Oberschenkelknochen aus der Casa del Diablo, den Erland Nordenskiöld bereits Anfang des 20. Jahrhunderts entdeckt hatte. Er wird im Schwedischen Naturkundemuseum in Stockholm aufbewahrt. Mit Diabolotherium nordenskioldi ist nur eine Art bekannt. Der Gattungsname Diabolotherium setzt sich aus dem lateinischen Wort diabolo für „Teufel“, der für die Bezeichnung der Casa del Diablo Pate stand, und dem griechischen Wort θηρίον (thērion) für „Tier“ zusammen. Der Artname nordenskioldi bezieht sich auf Erland Nordenskiöld als Erstentdecker der Funde, er wurde bereits 1926 von Lucas Kraglievich bei der Einführung der Art Nothropus nordenskioldi benutzt.

## Zur Herkunft vonDiabolotherium
Die Megalonychidae stellen eine alte Familie dar, die bereits im Oligozän vor mehr als 30 Millionen Jahren erschienen ist. Ihr Ursprung wird in Südamerika vermutet, der bisher älteste Nachweis hier liegt mit Deseodognathus aus Patagonien vor. Bedeutende Vertreter der Megalonychidae in Südamerika stammen dann aus dem Unteren Miozän der Santa-Cruz-Formation in Argentinien, so unter anderem mit Eucholoeops. Die Megalonychidae eroberten sehr früh und wohl unabhängig von ihrer Präsenz auf den karibischen Inseln Nordamerika, wo sie häufig in Fossilfundstellen auftreten. Im Pleistozän Südamerikas sind Mitglieder der Familie vor allem aus Brasilien und Argentinien bekannt, im westlichen Teil des Kontinentes fehlten sie bisher aber. Unter Voraussetzung einer näheren Verwandtschaft von Diabolotherium mit den Megalonychidae könnte eine Herleitung der Form von Einwanderern aus den tropischen Tiefländern möglich sein, doch wäre dazu eine Überquerung der Anden notwendig, wofür bisher der Fossilbeleg fehlt. Problematisch ist dabei auch, dass für den fraglichen Bildungszeitraum vom Miozän bis Pliozän der westliche Küstenbereich Südamerikas unter marinem Einfluss stand, somit die Überlieferung rein terrestrisch lebender Tiere hier als eher unwahrscheinlich eingeschätzt wird. Als ein weiterer, eventueller Bildungsraum wird derzeit das westliche Andengebiet im Übergang zum Amazonastiefland gesehen, vor allem im heutigen Bolivien. Dort sind aus dem betreffenden Zeitabschnitt zahlreiche verschiedene Faultierformen bekannt. Eine der bedeutendsten Fossilfundstellen der Region ist dabei Salla Luribay.